# Молочный тост
Молочный тост (англ. Milk toast) — блюдо для завтрака, состоящее из тоста, пропитанного тёплым молоком, обычно с сахаром и сливочным маслом. Могут быть добавлены соль, перец, паприка, корица, какао, изюм или другие ингредиенты. В регионе Новая Англия в США молочными тостами называют тосты, смоченные в белом соусе на основе молока.
Молочные тосты были популярной едой в США в конце XIX-начале XX веков, особенно среди маленьких детей и выздоравливающих, для которых это блюдо считалось успокаивающим и легко перевариваемым. Несмотря на то, что в 2000-х годах молочные тосты не были так популярны, они по-прежнему считаются комфортной едой.

## Приготовление
С хлеба для тостов срезается корочка, он поджаривается на сковороде на сливочном масле. В молоко добавляют сахар, ваниль или другие специи/ароматизаторы по вкусу. Поджаренный хлеб на горячей сковороде несколько раз поливается молоком, которое должно хорошо пропитать хлеб, а его излишки на сковороде испариться. Готовый хлеб можно полить сладким соусом по вкусу, посыпать корицей или другими специями.
Вместо простого молока можно приготовить молочный соус, используя также мучное масло, сливки, или полить горячий хлеб соусом бешамель.

## Вариации

### В Азии

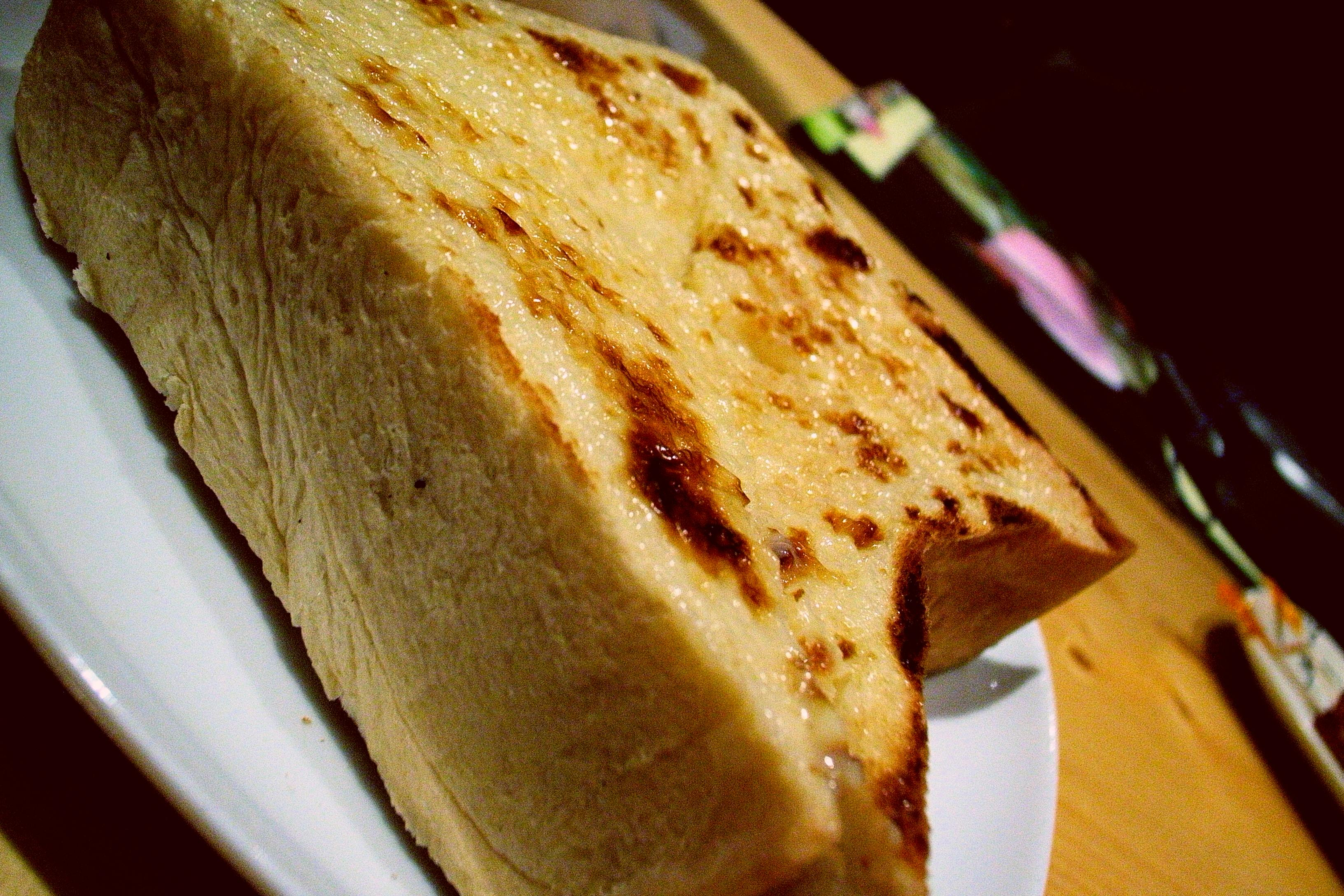
Тост со сгущённым молоком

Тост с молоком — это десерт, который подают во многих азиатских кафе с молочным чаем. Он состоит из толстых, поджаренных тостов из белого хлеба со сгущёнкой сверху. В Бангладеш и Индии его называют «Шахи Тукда» (Bn: শাহী টুকরা), и его иногда подают на вечеринках. Начинка часто сдабривается кардамоном и другими специями.

### В Сербии
Попара — десерт, похожий на молочный тост, который можно подавать в любое время дня. Его часто готовят из свежего тёплого молока и вчерашнего хлеба.

### В Норвегии и Швеции
Традиционное скандинавское блюдо, похожее на молочный тост, по-норвежски называется «soll», а по-шведски «bryta». Оно состоит из тонкого, хрустящего хлеба флатбрьо (Flatbrød), туннбрёда (Tunnbröd) наподобие лепёшки, или сухого хлеба, который подают в миске с холодным молоком или сквашенным молоком фильмёлк (Filmjölk) и подслащивают сахаром и т. п. Это было повседневное блюдо для крестьян в сельской местности, служило в качестве простого ужина вечером, а зимой его иногда подавали на завтрак с подогретым молоком.

### На юго-западе США
В кухне новой Мексики молочный тост называют leche cocida, что означает «варёное молоко». Поджаренный хлеб рвётся в куски и кладётся в миску. Молоко готовят с небольшим количеством сливочного масла, соли и перца, прежде чем заливать хлеб. Это еда, связанная с расходом излишка молока, возможно, со времён доставки молока на дом молочником.

## В популярной культуре
Мягкий молочный тост послужил источником для имени робкого и застенчивого персонажа комиксов — Каспара Милкетоста (Caspar Milquetoast), нарисованного американским художником Х. Т. Вебстером с 1924 по 1952 год. Вебстер описал Каспара Милкетоста как «человека, который говорит тихо и которого бьют большой палкой». Термин «milquetoast» вошел в язык как обозначение робкого, зажатого и вечно извиняющегося человека.